# Mehmet Shehu
Mehmet Shehu (Çorush, 10 gennaio 1913 – Tirana, 17 dicembre 1981) è stato un rivoluzionario, politico e militare albanese.
Nel 1938 si unì alle Brigate Internazionali in Spagna e combatté come ufficiale nel 4º Battaglione della italiana Brigata Garibaldi. Iscritto al Partito Comunista Spagnolo, si trasferì in Francia dopo la vittoria di Franco e vi fu internato dal 1939 al 1942. Fu consegnato dal governo di Vichy ai fascisti che lo trasferirono a Tirana. Fuggì della scorta e si unì alla macchia e al Partito Comunista Albanese. Comandante della 1ª Brigata dell'Esercito di Liberazione Nazionale dal 1943, Mehmet Shehu prese parte alla battaglia di Gjorm del 1 gennaio, alla liberazione di Tepelena del 10 settembre e alla liberazione di Tirana dell'8 novembre 1944.
Shehu dimostrò una straordinaria abilità strategica e una profonda comprensione ideologica, che lo portarono rapidamente in cima al partito comunista. La sua guida fu fondamentale per i partigiani comunisti nella battaglia per conquistare l'Albania per la causa marxista-leninista.
Shehu condivise il potere con Enver Hoxha dalla fine della Seconda Guerra Mondiale. Secondo fonti ufficiali del governo albanese, si suicidò l'18 dicembre 1981, dopo di che la sua famiglia fu arrestata. Restarono però persistenti voci che suggerirono che Shehu fosse stato in realtà ucciso su ordine di Hoxha.

## Biografia

### Primi anni
Shehu nacque a Çorrush, nel distretto di Mallakastër, nel sud dell'Albania, nella famiglia di un Imam musulmano albanese tosca.
Shehu si laureò nel 1932 presso la American Vocational School di Tirana, finanziata dalla Croce Rossa Americana, con un focus sull'agricoltura. Non riuscendo a trovare impiego presso il Ministero dell'Agricoltura, riuscì a ottenere una borsa di studio per frequentare la scuola militare Nunziatella di Napoli, in Italia.
Dopo essere stato espulso dalla ‘’Nunziatella’’ per le sue simpatie pro-comuniste nel 1936, ottenne l'ingresso alla Scuola Ufficiali di Tirana, ma la lasciò l'anno successivo dopo essersi offerto volontario per combattere a favore del lato repubblicano nella guerra civile spagnola. Si unì al Partito Comunista di Spagna e fu un mitragliere che salì al comando del Quarto Battaglione della XII Brigata Garibaldi.
Dopo la sconfitta delle forze repubblicane, fu arrestato in Francia all'inizio del 1939 mentre si ritirava dalla Spagna insieme ai suoi compagni. Fu imprigionato in un campo di internamento in Francia e successivamente trasferito in un campo di internamento italiano, dove si unì al Partito Comunista Italiano.

### Lotta contro l'occupazione nazifascista

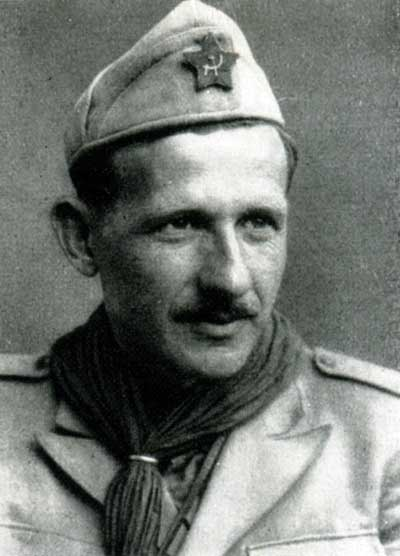
Mehmet Shehu durante la resistenza nel 1944

Nel 1942, ritornò in Albania sotto l'occupazione italiana, dove si unì immediatamente al Partito Comunista Albanese e alla resistenza albanese a Mallakastra. Nel 1943, fu eletto membro candidato del Comitato Centrale del Partito Comunista. Ad agosto del 1943, grazie alla sua esperienza militare, salì rapidamente al comando della 1ª Brigata d'Assalto Partigiana. In seguito, fu comandante della 1ª Divisione d'Assalto Partigiana dell'Esercito di Liberazione Nazionale. Dal 1944 al 1945 fu membro del Consiglio Antifascista di Liberazione Nazionale (il governo provvisorio).

## Carriera politica

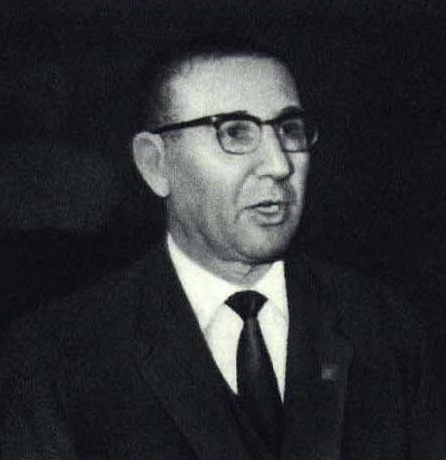

Dopo che l'Albania fu liberata dall'occupazione tedesca nel novembre 1944, Shehu divenne vice capo di stato maggiore e, dopo aver studiato a Mosca, divenne capo di stato maggiore. In seguito, fu anche tenente generale e generale a pieno titolo.
Nel 1948, Shehu "epurò" dal partito gli elementi che "avevano cercato di separare l'Albania dall'Unione Sovietica e di portarla sotto l'influenza di Belgrado". Questo lo rese la persona più vicina a Enver Hoxha e gli valse alti incarichi. Dopo la purga di Koçi Xoxe, prese il controllo del Ministero degli Affari Interni. Tuttavia, rimase nell'ombra di Hoxha.
Dopo il 1948, Shehu fu membro del Comitato Centrale e del Politburo del Partito del Lavoro dell'Albania e, dal 1948 al 1953, fu segretario del Comitato Centrale. Tuttavia, perse quest'ultima posizione il 24 giugno quando Enver Hoxha rinunciò alle cariche di Ministro della Difesa e degli Esteri mantenendo la carica di primo ministro. Probabilmente Hoxha non voleva cedere troppo potere a lui. Dal 1948 al 1954 fu vice primo ministro (vice presidente del Consiglio dei Ministri) e Ministro degli Affari Interni. Quest'ultimo incarico lo rese comandante della polizia segreta, il Sigurimi. Nel 1954, successe a Hoxha come Primo Ministro. Dal 1974 è stato anche Ministro della Difesa Popolare, mentre dal 1947 fino alla sua morte è stato deputato dell'Assemblea Popolare.

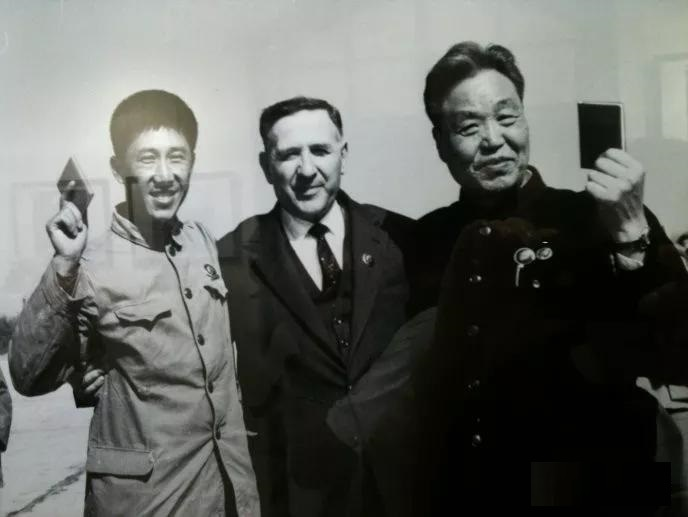

Shehu era considerato il braccio destro di Enver Hoxha e il secondo uomo più potente d’Albania. Per 40 anni Hoxha è stato l’amico e il compagno più stretto di Shehu. Nel 1963, in occasione del suo 50º compleanno, Hoxha ha onorato Shehu facendo intitolare a lui l'accademia militare-politica locale, diventata l'"Accademia Militare Mehmet Shehu". Shehu è stato uno dei fautori dell'alleanza sino-albanese e della rottura con l'Unione Sovietica (dicembre 1961). Tuttavia, il rapporto con Hoxha si incrinò quando suo figlio sposò una donna con relazioni anti-comuniste negli Stati Uniti. Ciò portò a una riunione del Politburo riguardo al suo futuro.

## Morte
Il 17 dicembre 1981, fu trovato morto nella sua camera da letto (disteso sul letto, indossava occhiali da sole, una camicia e pigiama) con una ferita da proiettile al petto. Secondo l'annuncio ufficiale di Radio Tirana, si uccise in un crollo nervoso. Molti dei suoi contemporanei, compreso il suo guardia del corpo personale, affermarono ripetutamente che fu assassinato. Dopo la caduta del regime, non fu condotta alcuna indagine ufficiale sulla questione.
Dopo la sua morte, si sostenne che Shehu fosse stato una spia non solo per la Jugoslavia, ma anche per la CIA e il KGB. Questo fu confermato da un documento della CIA ottenuto da Pirro Andoni, all'epoca ambasciatore del paese in Argentina, in cui delineavano un piano per Mehmet Shehu di assassinare Enver Hoxha, prendere il controllo del Partito del Lavoro dell'Albania e aprire al mondo occidentale. Nel libro di Hoxha intitolato I Titoisti del 1982, diversi capitoli sono dedicati alla denuncia di Shehu. Nel 1982, il Partito del Lavoro ha pubblicato una seconda edizione della sua storia ufficiale, rimuovendo tutti i riferimenti a Shehu.
Secondo quanto riportato, Shehu aveva iniziato a parlare contro l'isolazionismo di Hoxha. Si era messo in contatto con alcune nazioni occidentali come l'Italia, il Regno Unito e la Germania per cercare di stabilire legami diplomatici. Gli albanesi speculavano che Hoxha, negli ultimi anni della sua vita, volesse assicurarsi un'eredità e non volesse un successore che potesse eclissarlo. Shehu fu marchiato come "nemico del popolo" e fu sepolto in una zona desolata vicino al villaggio di Ndroq, vicino a Tirana.
Anche la famiglia di Shehu fu punita. Sua moglie, Fiqerete, e due dei suoi figli furono arrestati senza spiegazioni e successivamente imprigionati per motivi diversi. Uno dei figli morì per suicidio e sua moglie morì in prigione nel 1988. Uno dei figli superstiti di Shehu avviò in seguito una campagna per dimostrare che suo padre era stato in realtà assassinato. Dopo la caduta del comunismo e il suo rilascio dalla prigione nel 1991, il figlio più giovane di Mehmet Shehu, Bashkim, iniziò a cercare i resti di suo padre. Il 19 novembre 2001 fu annunciato che i resti di Mehmet Shehu erano stati trovati.
Un resoconto romanzato della caduta e della morte di Mehmet Shehu è il soggetto del romanzo Il successore (2003) di Ismail Kadare.